# Dzwoniące cedry Rosji
Dzwoniące cedry Rosji – ruch społeczny wywodzący się z Rosji, aktywnie działający i rozwijający się w krajach byłego Związku Radzieckiego. Do członków ruchu należą osoby popierające idee zawarte w książkach Władimira Megre. Niektóre kraje (np. Dzwoniące Cedry Białorusi) tworzą własne organizacje, opierające się na koncepcji Dzwoniących Cedrów.
Ruch nie ma formalnego przywództwa ani zarządu. Główną ideą „Dzwoniących cedrów” jest koncepcja rodowego siedliska — posiadania kawałka ziemi o powierzchni co najmniej jednego hektara, wydzielonego dla jednej rodziny i przekazanego w wieczyste użytkowanie (bez prawa do odsprzedaży, wyłącznie z prawem dziedziczenia) w celu stworzenia miejsca do życia. Takie rodowe posiadłości łączą się, tworząc rodowe wioski. Przykładami takich wiosek są: Kowczeg (Ковчег), Rodowoje i Slawnoje (Родовое и Славное), Rodnoje (Родное), Sinegorje „Wedrusja” (Синегорье/СНП "Ведруссия"), Dolina Dżerieł (Долина Джерел), Sibirskie Rosy (Сибирские Росы), Sarap (Сарап). Podobne osady istnieją również na Białorusi.
W Rosji w 2013 roku została zarejestrowana Rodnaja Partia, której głównym założeniem programowym jest dodanie do konstytucji Federacji Rosyjskiej zapisu o bezpłatnym przydziale każdej chętnej rosyjskiej rodzinie hektara ziemi. W niektórych obwodach w Rosji (np. briańskim czy biełgorodzkim) prawo to jest już wprowadzone w życie. Pod koniec 2013 roku projekt „Ustawy o rodowych siedliskach” został złożony do rosyjskiej Dumy Państwowej. W 2015 władze rosyjskie rozpoczęły akcję przydzielania hektarowych działek na Dalekim Wschodzie. Stosowną ustawę Władmir Putin podpisał 2 maja 2016 roku.
„Dzwoniące cedry Rosji” uważane są niekiedy za ruch religijny, a przez Rosyjską Cerkiew Prawosławną nawet za sektę, którą określa się czasami nazwą anastazjanizm. W badaniach naukowych podkreśla się, że rozwój ruchu jest reakcją na przymusową kolektywizację i industrializację Rosji w okresie komunistycznym i stanowi on próbę przywrócenia zapomnianych elementów kultury ludowej.